# Vanuatus herrlandslag i fotboll
Vanuatus herrlandslag i fotboll representerar Vanuatu i fotboll. Som bäst har man slutat fyra i oceaniska mästerskap. Första matchen spelades som Nya Hebriderna den 4 oktober 1951 i Nya Kaledonien, där man förlorade mot Nya Zeeland med 0-9.

## Anmärkningslista
1. ↑  HEB som Nya Hebriderna.